# جورج سيرسي
جورج هنري جراس سيرسي، (بالإنجليزية: George Henry Grass Searcy) من مواليد 15 يناير 1855، وتوفي في 6 يناير 1927، عن عمر يناهز 71 عام، كان جورج رياضياً أسترالي وكان يأخذ دور الحكم في المباريات وكان محاسباً كذلك.

## عائلته
ولد في 15 يناير 1855 في جيلونغ، فيكتوريا، أستراليا، اولاده هم فريدريك سيرسي، ودينا سابقاً وسيموندس ني غراس، وصل والده وعمه ويليام إلى ميناء أديليد في 3 سبتمبر 1849، على متن السفينة لويزا بيلي.
تزوج جورج إليانور فوكس ابنة هنري فوكس في 16 أكتوبر 1877 في كنيسة سانت ماري الإنجليزية، هوثام، فيكتوريا، أستراليا.
وكان لجورج وإليانور ثلاثة أبناء.

## مشاركاته المجتمعية
كان جورج ناشطًا في اتحاد جنوب أستراليا الليبرالي، وعمل محاسبا لمدة 12 عاماً، وشارك أيضًا في عدد من المنظمات المجتمعية ، كما انه عمل كمدقق حسابات في شركة "Kensington and Norwood Corporation" لمدة 37 عامًا.

## مهنته
عمل كصراف ومحاسب، وقد اتهم بأنه قام بالإحتيال على صاحب العمل في جمعية بناء متروبوليتان (ملبورن) في عام 1882 وحكم عليه بالسجن لمدة عامين.

## مهنته الرياضية
كان سياسياً رياضيًا بارزًا في قواعد الكريكيت وكرة القدم الإسترالية، والحكم في ملاعب كرة القدم، ولاحقًا كمسؤول، ارتبط بما يلي:
- نادي ملبورن ملبورن للكريكيت"East Melbourne Cricket Club".

- في جنوب أستراليا، نادي نورث أديلايد للكريكيت " Prospect Cricket Club" ولعب لعدة سنوات.

- كان محاكمًا في لعبة الكريكيت وكان محكمًا في مباراة اختبار الكريكيت في المباريات الدولية لفريق ماكلارين "Maclaren"، بين أستراليا وإنجلترا في أديليد في 11 يناير إلى 15 يناير 1895، وكان واقفاً مع "Jim Phillips" وقد فازت استراليا بفارق 382 نقطة مع ألبرت تروت يأخذ 8 ويكيت لـ 43 جري في الجولات، وسجل 110 ركض بدون طرد عند أول ظهور.
- لعب لنادي نوروود " Norwood Football Club" لكرة القدم وكان سكرتير الوقت، وأصبح عضوا مدى الحياة.[4] وكان أيضًا مندوبًا في دوري جنوب أستراليا لكرة القدم.[1]

## روابط خارجية
- George Searcy at ESPNcricinfo